# Jabón de acero inoxidable

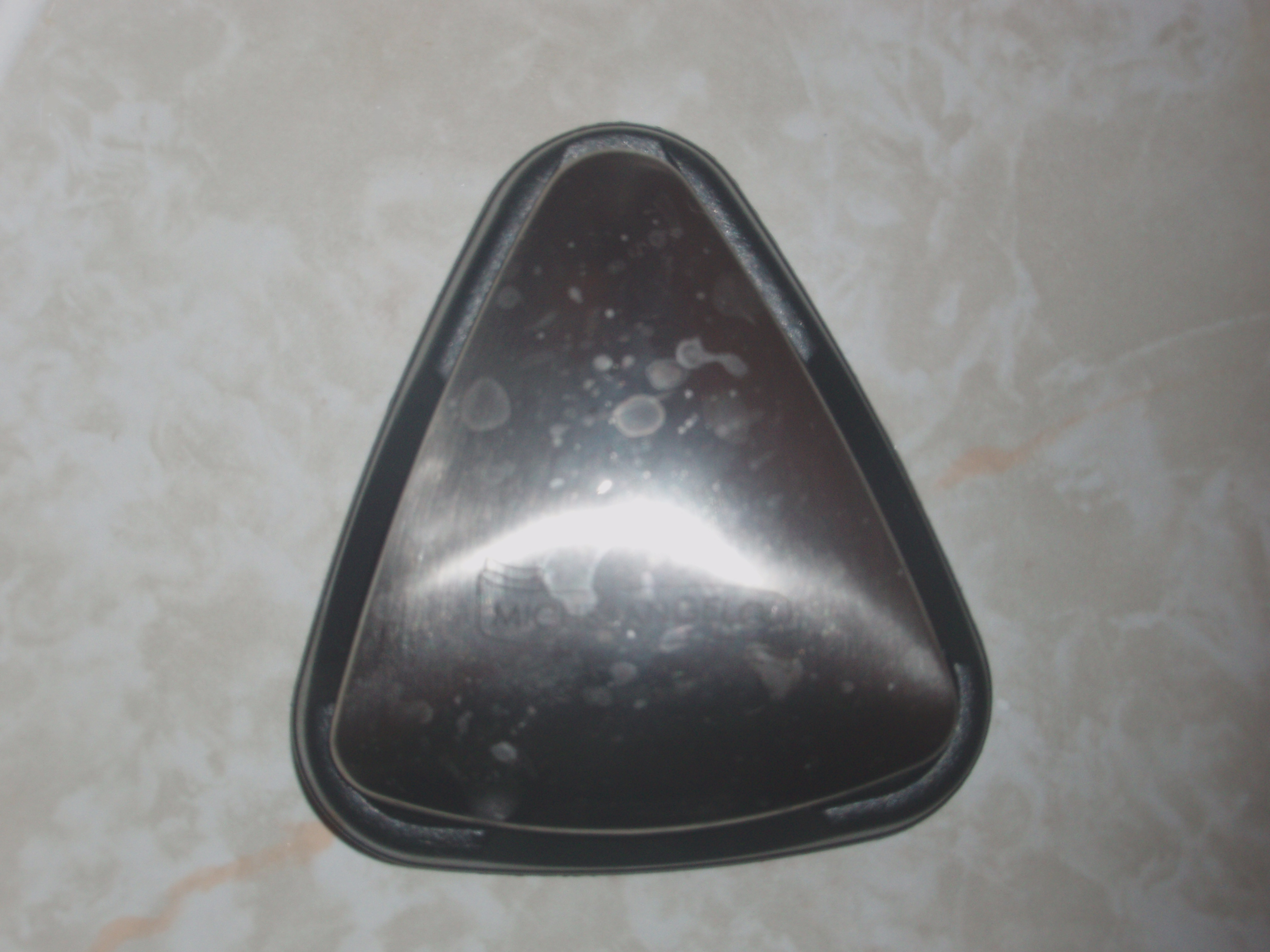
Jabón de acero inoxidable.

El jabón de acero inoxidable es un trozo de acero inoxidable con la forma de una pastilla de jabón. Se le atribuye capacidad para neutralizar o reducir olores intensos de los cuales se impregna la piel al manipular alimentos de fuerte aroma como el ajo, la cebolla, pescado o carnes. La evidencia científica acerca de su eficacia resulta insuficiente.
Las compañías que producen los "jabones de acero inoxidable" argumentan que los olores de los restos de algunas comidas provienen de la presencia de aminoácidos sulfóxidos. Estos generan ácido sulfénico en forma de sulfóxido de tiopropanal, el cual es irritante y crea ácido sulfúrico al contacto con el agua al lavarse las manos. El "jabón de acero inoxidable" sería útil al formar enlaces con dichos compuestos de azufre, eliminando así los olores asociados a ellos. La forma de pastilla de jabón es puramente ergonómica y decorativa y no cumple ninguna otra función por lo que cualquier objeto de acero inoxidable (como una cuchara o un cuchillo) debería tener las mismas propiedades.